# Eter (radioprogram)
Eter är ett radioprogram på SR Gotland som fokuserar på vad som har hänt i nyhetsväg i Gotlands län. Eter innehåller reportage och debatter varvat med musik från 70- 80- och 90-talet. Eter spelar även nyproducerad musik. På fredagar tycker en fredagspanel till om den senaste veckans nyhetshändelser på Gotland. Programledarna för Eter är Catarina Gustafsson och Anna Jutehammar. Eter sänder måndag - fredag klockan 15:03-16:45 i P4 Gotland.